# Christine von Hessen

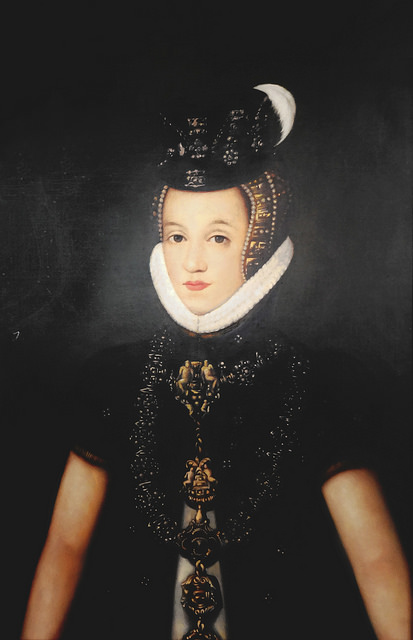
Christine von Hessen, Ölgemälde, Schloss Reinbek

Christine von Hessen (* 29. Juni 1543 in Kassel; † 13. Mai 1604 in Kiel) war Prinzessin von Hessen und durch Heirat Herzogin von Schleswig-Holstein-Gottorf. Christine ist sowohl Großmutter des Schwedenkönigs Gustav II. Adolf, als auch Stammmutter des russischen Kaiserhauses.

## Leben
Christine war eine Tochter des Landgrafen Philipp I. von Hessen (1501–1567) aus dessen Ehe mit Christine (1505–1549), Tochter des Herzogs Georg von Sachsen. Sorgfältig und streng evangelisch erzogen wurde Christine, deren Mutter schon in ihrem sechsten Lebensjahr starb, von ihrer Tante Elisabeth, Witwe des Herzogs Georg von Sachsen. Im Jahr 1563 bewarb sich König Erich XIV. von Schweden um ihre Hand, doch wählte Christines Vater einen seiner Vertrauten zu ihrem Ehemann.
Sie heiratete am 17. Dezember 1564 auf Schloss Gottorf Herzog Adolf von Schleswig-Holstein-Gottorf (1526–1586). Die Hochzeit war eher ein entwürdigendes Ereignis, das in einem großen Trinkgelage ausartete. Viele der geladenen fürstlichen Gäste waren gar nicht erschienen. Herzogin Anna Sophia von Mecklenburg berichtet über die Hochzeit: „Die Braut sey stracks getraut worden und dann ohne dass irgend ein Ritterspiel stattgefunden, sey immer nur flucks getrunken worden.“
Kurz nach der Vermählung brannte am Neujahrstag 1565 der Flügel des Schlosses Gottorf, in dem das Paar seine Privatgemächer hatte, vollständig nieder; dabei wurden persönliche Habe und auch Barschaft vernichtet. Durch seine Ehe blieb Adolf in Verbindung mit den protestantischen Fürsten Deutschlands, unter denen er als Oberst des niedersächsischen Kreises eine bedeutende Stellung einnahm.
Christine kümmerte sich gewissenhaft um die Erziehung ihrer Kinder. Sie förderte Kirchen- und Schulwesen und unterstützte Theologiestudenten durch Stipendien. Sie beschäftigte sich intensiv mit Medizin und stellte auch eigene Medikamente her. Nach dem Tode ihres Mannes verteidigte sie die Interessen ihres Hauses. Dabei unterstützte sie vor allem ihren Sohn Philipp bei seiner Erlangung der Herzogswürde gegen die Landstände.
Von ihren Söhnen war ihr als Witwensitz das Schloss in Kiel zugewiesen worden. Christine verfasste die Schrift Geistliche Psalmen und Lieder (Schleswig, 1590) sowie ein Gebetbuch (Lübeck, 1601).

## Nachkommen
Aus ihrer Ehe hatte Christine folgende Kinder:
- Friedrich II. (1568–1587), Herzog von Schleswig-Holstein-Gottorf
- Sophie (1569–1634)

⚭ 1588 Herzog Johann VII. von Mecklenburg-Schwerin (1558–1592)
- Philipp (1570–1590), Herzog von Schleswig-Holstein-Gottorf
- Christine (1573–1625)

⚭ 1592 König Karl IX. von Schweden (1550–1611)
- Elisabeth (1574–1587)
- Johann Adolf (1575–1616), Erzbischof von Bremen, Fürstbischof von Lübeck, Herzog von Schleswig-Holstein-Gottorf

⚭ 1596 Prinzessin Augusta von Dänemark (1580–1639)
- Anna (1575–1625)

⚭ 1598 Graf Enno III. von Ostfriesland (1563–1625)
- Christian (1576–1577)
- Agnes (1578–1627)
- Johann Friedrich (1579–1634), Erzbischof von Bremen, Bischof von Verden